# Cypriconcha stevensi
Cypriconcha stevensi är en kräftdjursart som beskrevs av McKenzie 1982. Cypriconcha stevensi ingår i släktet Cypriconcha och familjen Cyprididae. Inga underarter finns listade i Catalogue of Life.